# Enewton
Enewton is een geslacht van kreeftachtigen uit de klasse van de Ostracoda (mosselkreeftjes).

## Soort
- Enewton harveyi (Kornicker & King, 1965)